# 영적임재설
영적 임재설은 기독교회 전통적 성찬 이해와 개신교회 성찬 이해인 성찬 기념설의 한 종류이다. 

## 개요
영적 임재설은 칼뱅이 기독교 강요 제 4권 17장에서 성찬식을 집중적으로 다루었다. 칼빈의 성찬식 이해는 루터와 쯔빙글리를 극복한 영적인 임재설이다. 떡과 포도주의 의의를 지나치게 강조하거나 무시하지 않으면서도 범신론이나 유물론에 빠지지 않고, 성령을 통한 예수 그리스도의 몸의 영적인 임재를 주장함으로써 표징의 중요성을 주장한다. 

## 기념설
칼빈의 성만찬설에서 2천년 전의 예수 그리스도는 어떤 위치를 차지하는가에 있다. 사실 로마 카톨락 교회의 화체설, 루터파의 공재설, 쯔빙글리의 기념 그리고 칼빈의 영적인 임재설 모두의 주된 관심이 "이것은 내 몸이니(est)"라고 할 때 'est'라는 동시에 집중되어 있다. 말하자면 성찬식을 거행하는 지금 그리스도의 몸이 어떻게 표징 속에 존재하느냐 하는 것이 관심의 대상인 것이다. 물론 이 모든 주장들은 예수의 역사적 실재성을 전제한다. 문제는 이 각각의 이론에서 2천년 전의 예수 사건이 어떤 위치를 차지하는가 하는 것이다. 

## 칼빈의 영적임재설
칼빈은 성찬의 특별한 결실이 그리스도와의 연합이라고 말함으로써 성찬이 2천년 전의 예수의 역사적 사역과 연관시킨다. 즉 성찬식 때 그리스도와 우리는 한 몸이 되어 그가 역사속에서 이루어 놓으신 구원을 우리 것으로 만든다는 것이다. "그가 우리의 죄를 마치 자신의 죄인 양 지시고 우리에게서 책임을 면제해 주셨으므로 우리는 우리의 죄 때문에 정죄받을 수 없다는 것을 감히 확신할 수 있다. 이것은 그리스도의 한량없는 인애로 말미암은 놀라운 교환이다"(Inst IV, 17, 2). 이 구절은 분명히 예수의 역사적 실재성을 전제하고 말하는 것이다. 
2천년 전의 예수의 역사적 실재성은 다음과 같은 발언 속에서 드러난다. "주의 몸과 피를 우리의 구속과 구원을 위해서 주시지 않았다면 지금 그 몸과 피를 분배할지라도 유리에게 큰 유익이 없을 것이다."(Inst IV, 17, 3). 이 뿐 아니다. 칼빈은 더욱 적극적으로 성찬식 참여자가 역사속의 예수의 십자가에게 눈길을 주도록 만듦을 지적한다. "그것을 먹는 우리는 영생을 얻을 것이라고 선언하신 그 약속을 확인하는 것이 성찬의 가장 중요한 기능이다. [중략] 그 약속을 확인하기 위해서 성찬은 우리를 그리스도의 십자가로 보낸다"(Inst IV, 17) 
동시에 칼빈은 성육신론을 성찬식과 연결시킴으로써 성찬식이 예수의 역사적 실재성을 전제함을 암시한다. "즉 그리스도께서 우리 인간의 죽을 성질을 공유하게 되심으로써 그의 신적인 영생을 우리에게 나눠 주실 때, 또 자신을 제물로 바침으로써 우리가 받을 저주를 자기가 받으시고 자신의 축복으로 우리를 가득하게 하실 때 스스로 죽으심으로써 죽음을 삼켜 없애실 때(벧전 3:22; 고전 15:54) 그리고 부활하셔서 그가 입으셨던 우리의 이 썩을 육을 영광과 썩지 않음으로 입히실 때에(고전 15:53-54) 그는 자신이 우리의 생명의 양식이심을 나타내셨던 것이다"(Inst IV, 17, 4)

## 영적 임재설의 신학적 의미
칼빈은 앞에 언급한 세 부류의 신학자들보다는 성만찬식 참석자로 하여금 2천년 전의 예수 사건과 긴밀하게 연관시킴을 볼 수 있다. 성찬식을 해석할 때 예수의 역사적 실재성 또는 시간성을 간과하거나 무시하는 경우 미신화 될 수 있음을 볼 수 있다. 또 성찬식은 그리스도인의 삶을 가장 잘 표현해 준다. 수직적인 차원에서 우리는 하나님 앞에서 이 식을 거행하며, 수평적인 차원에서 한 떡을 공동체가 함께 뗀다. 시간적인 차원에서 우리는 과거의 한 시점을 향하고 동시에 미래의 한 시점으로 향한다.